# Bulbophyllum cauliflorum
Bulbophyllum cauliflorum är en orkidéart som beskrevs av Joseph Dalton Hooker. Bulbophyllum cauliflorum ingår i släktet Bulbophyllum och familjen orkidéer.

## Underarter
Arten delas in i följande underarter:
- B. c. cauliflorum
- B. c. sikkimense